# Daniël Mensch
Daniël Theodoor Mensch, nizozemski veslač, * 4. oktober 1978, Sliedrecht.
Mensch se je z veslanjem začel ukvarjati leta 1997, ko je postal član Maastrichtse Studenten Roeivereniging Saurus (Maastrichtske študentske veslaške ekipe). Leta 1999 je bil sprejet v program Koninklijke Nederlandsche Roeibond (Nizozemske kraljeve veslaške zveze) za nastop na Olimpijskih igrah v osmercu.
Leta 2000 je z ekipo sodeloval na Svetovnem prvenstvu v veslanju v poljskem Poznanu.
Leta 2004 je nato z osmercem nastopil na Poletnih olimpijskih igrah v Atenah, kjer je nizozemski čoln osvojil srebrno medaljo.